# 霍利斯 (緬因州)
霍利斯（英語：Hollis）是一個位於美國緬因州約克縣的鎮。

## 人口
根據2020年美國人口普查的數據，霍利斯的面積為85.44平方千米，當中陸地面積為82.91平方千米，而水域面積為2.53平方千米。當地共有人口4745人，而人口密度為每平方千米56人。